# Johannes Bluyssen
Johannes Wilhelmus Maria (Jan) Bluyssen (Nijmegen, 10 april 1926 – 's-Hertogenbosch, 8 augustus 2013) was een Nederlands rooms-katholiek geestelijke en de 7e bisschop van Den Bosch sinds het herstel van bisschoppelijke hiërarchie in Nederland in 1853.

## Jeugd
Jan Bluyssen groeide op in zijn geboortestad Nijmegen. Zijn ouders kwamen uit Asten maar begonnen in Nijmegen een winkel. Jan was de oudste in het gezin van negen kinderen. Op twaalfjarige leeftijd begon hij zijn priesterstudie aan het gymnasium Beekvliet in Sint-Michielsgestel. In zijn jeugd had hij al vaak last van hoofdpijnen en vermoeidheid. Pas later zou de oorzaak duidelijk worden: angina pectoris, een aandoening aan de bloedvaten rond zijn hart. Zijn vader overleed vroeg, en Bluyssen werd tot toeziend voogd over het gezin aangesteld.

## Kerkelijke loopbaan

### Priester
Bluyssen werd op 3 juni 1950 in de Sint-Janskathedraal priester gewijd door mgr. Mutsaerts waarna hij kapelaan werd in de Lambertusparochie in Veghel.

### Hulpbisschop
Na voortgezette theologiestudie (doctorandus) en enige jaren hoogleraarschap Spiritualiteit op het grootseminarie Haaren werd hij op 28 oktober 1961 benoemd tot hulpbisschop van het bisdom 's-Hertogenbosch en tot titulair bisschop van Aëtus. Op 27 december 1961 wijdde bisschop Bekkers van 's-Hertogenbosch hem tot bisschop; met 35 jaar was hij de jongste bisschop in Nederland sinds de Reformatie.

### Bisschop
Toen Bekkers na een korte ziekte al op de leeftijd van 58 jaar overleed, werd Bluyssen op 11 oktober 1966 tot diens opvolger benoemd. Bluyssen was (na het herstel van de bisschoppelijke hiërarchie in 1853) van 1966 tot aan zijn vervroegde emeritaat in 1984 de achtste bisschop van 's-Hertogenbosch. Zijn wapenspreuk luidde: Quotidie ministrans (dagelijks dienstbaar). Bij de aanvang van zijn bisschopsambt manifesteerden zijn lichamelijke klachten zich opnieuw en deze zouden hem blijven achtervolgen. Tijdens zijn bisschopstijd veranderde er veel in het bisdom en in Nederland. Het waren de jaren van polarisatie, de Nederlandse Bisschoppensynode van 1980, de vele ambtsverlatingen, de sluiting van de seminaries, het gebrek aan priester- en kloosterroepingen.

### Emeritaat en overlijden
Op doktersadvies moest de als progressief te boek staande bisschop Bluyssen in maart 1984 zijn ambt neerleggen. Na zijn emeritaat woonde hij in het Mariënburgklooster van de zusters JMJ in Den Bosch. Hij werd bekend door zijn verbondenheid met progressief-liberale groeperingen zoals de (in 2003 opgeheven) Acht Mei Beweging en de Mariënburgvereniging (een in 1983 opgerichte Nederlandse vereniging van progressieve katholieken).
Bluyssen werd opgevolgd door Johannes ter Schure SDB, die hij overigens ruim zou overleven. Ter Schure was net benoemd toen paus Johannes Paulus II zijn bezoek aan Nederland bracht (mei 1985). In de pausmobiel reden deze beide kerkelijke hoogwaardigheidsbekleders door de vrijwel verlaten straten van Den Bosch.
Op 27 december 2011 was het 50 jaar geleden dat Bluyssen tot bisschop werd gewijd. Een gouden bisschopsjubileum is tamelijk zeldzaam. Echter, wegens de ontwikkelingen in het onderzoek naar seksueel misbruik binnen de Rooms-Katholieke Kerk en uit piëteit met de slachtoffers, besloot hij zijn jubileum niet te vieren. Hij vond het niet passend.
Op 8 augustus 2013 om 8.15 uur overleed Bluyssen op 87-jarige leeftijd.
Na de vespers en de uitvaart die plaatsvond tijdens Maria ten Hemelopneming in de Sint Janskathedraal op resp. 14 en 15 augustus werd zijn stoffelijk overschot bijgezet in de crypte van de Bisschopskapel op Begraafplaats Orthen in Den Bosch.

## Bluyssen en seksueel misbruik in de kerk
NRC Handelsblad schreef in september 2018 het volgende:
- Bluyssen stelde een pastoor die was veroordeeld wegens ontucht met zes misdienaren, aan tot kapelaan in Sneek en later tot pastoor in Groningen. Zijn slachtoffers werd duidelijk gemaakt dat zij over het misbruik moesten zwijgen. Zij kregen geen hulp.[2]
- Bluyssen vernietigde belastende informatie uit een geheim archief dat door zijn voorganger Bekkers was samengesteld.[2]

## Werken
Tijdens zijn lange emeritaat heeft Bluyssen een viertal forse werken geschreven over spiritualiteit.
- De vele wegen en de ene weg, (1988) in samenwerking met Harry Beex, ISBN 90-5158-011-8
- Gebroken wit (1995), vrijmoedige herinneringen, tweede - herziene - druk (2004) - ISBN 90-414-0025-7 met auteur Ad Langebent.
- God, verborgen en nabij (2001), in samenwerking met Gerard Rooijakkers
- De donkere stilte van God (2009), ISBN 90-8730-024-7 (met Gerard Rooijakkers en Peter Nissen)

## Trivia
Bluyssen en André Sol (1915-2016), een missiebisschop van Ambon, waren de laatste twee nog levende Nederlandse bisschoppen die het Tweede Vaticaans Concilie hadden meegemaakt, al liet Bekkers hem vaak thuis voor de lopende zaken in het bisdom.
- Gemeinsame Normdatei: 173259278
- International Standard Name Identifier: 0000 0003 6891 3474
- Library of Congress Control Number: n93052135
- Nederlandse Thesaurus van Auteursnamen: 069850631
- Système universitaire de documentation: 118972219
- Virtual International Authority File: 216277300
- WorldCat: E39PBJy8xPJr3txJfg8mPhxxDq